# Wah-wah
Wah-wah - звуковий ефект, що характеризується змінами спектру звуку в спосіб, що нагадує вимову складу wah ("вау"), звідки й назва. Головним чином цей ефект відомий при грі на мідних духових з сурдиною спеціальної форми, і як гітарний ефект, що реалізується електричними засобами.

## Сурдина для мідних духових

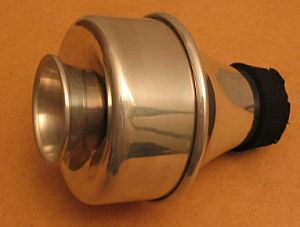
Сурдина «вау-вау» для труби

Гра на мідних духових з ефектом «вау-вау» полягає у застосуванні сурдини спеціальної форми, що вставляється в розтруб інструмента. В результаті виходить дуже характерний, нявкаючий звук, проте його виконання потребує неабиякої майстерності. Вважається, що подібного ефекту добивався Джо «Кінг» Олівер в 1920-х роках, вставляючи у розтруб кларнета казу. З 1930-х роки трубачі застосовували вантуза як сурдину, зокрема вантуз застосовано в записі Глена Міллера «Tuxedo Junction». Сурдину спеціалізованої конструкції, відому як «вау»-сурдина або «Хармон»-сурдина (Harmon) одним із перших застосовував Майлз Девіс.

## Гітарний ефект

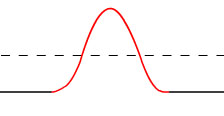
"Форманта" - підсилена смуга частот (виділено червоним)

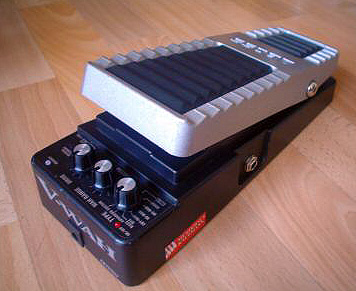
Вау-вау у формі педалі

Гітарний ефект являє собою параметричний фільтр, у якого за допомогою педалі змінюється центральна частота піку, що приводить до виділення формант - частотних смуг. Різниця у звучанні різних ефектів пояснюється вибором широти підсилюваної смуги частот, та величиною підсилення.
Існує два основних типи ефекту — з педаллю та автовау. Перший управляється педаллю експресії, за рахунок чого музикант може змінювати звук нециклічні, другий же лише змінює частоту відповідно до рівня вхідного сигналу або із заданою ритмічністю. Існують моделі, що поєднують ці два ефекти. 
Педальні «Кваки» ділять на ті, що працюють постійно та ті, що автоматично вимикаються. Першу виконавець сам включає/вимикає спеціальною кнопкою на корпусі, другі реагують на постановку ноги на педаль. Існують бас-гітарні версії «квакушки», але зустрічаються вони рідше.
Ефект вау-вау популяризував гітарист Джимі Хендрікс, пізніше ефект використовували багато гітаристів, серед яких Джефф Бек, Ріхард Круспе, Кірк Хаммет, Джон Петруччі, Інгві Мальмстін, Слеш, Сергій Маврін, Кенні Уейн Шеппард, Мік Бокс.
Одним з перших бас-гітаристів, які використовують ефект був Гізер Батлер у вступі в N. IB, пізніше Кліфф Бертон використовував wah-wah у вступі композиції For Whom The Bell Tolls, а також в (Anesthesia) Pulling Teeth. Також, в деяких піснях російської групи Червона цвіль використаний схожий ефект. Основні виробники «квак» — Dunlop, Morley, Vox, Boss.